# نجوى لطيف
نجوى لطيف (بالملايوية: Najwa Latif)‏ هي مغنية ماليزية، ولدت في 23 مايو 1995 في باتو باهات ‏ في ماليزيا.

## وصلات خارجية
- نجوى لطيف على موقع ميوزك برينز (الإنجليزية)